# Along the Mediterranean
Pour plus de détails, voir Fiche technique et Distribution.
Along the Mediterranean est un documentaire américain sorti en 1912, réalisé par Sidney Olcott. Tourné à Alger, en Algérie, à Gènes et Naples, en Italie en décembre 1911.

## Fiche technique
- Réalisation : Sidney Olcott
- Scénario :
- Production : Kalem
- Directeur de la photo : George K. Hollister
- Longueur : 349 pieds
- Date de sortie : 1912